# Doornspijk

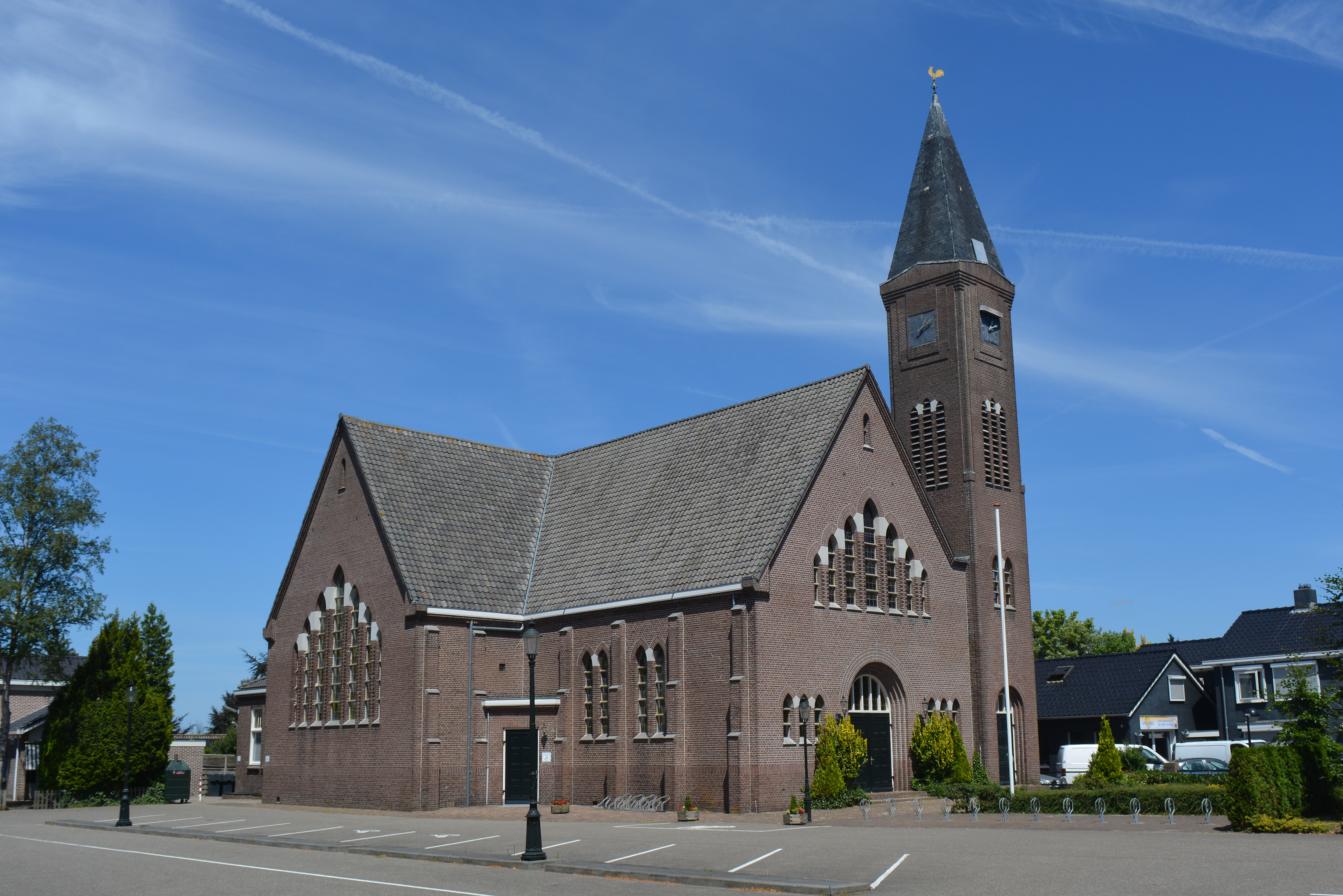
Doornspijk: la chiesa protestante

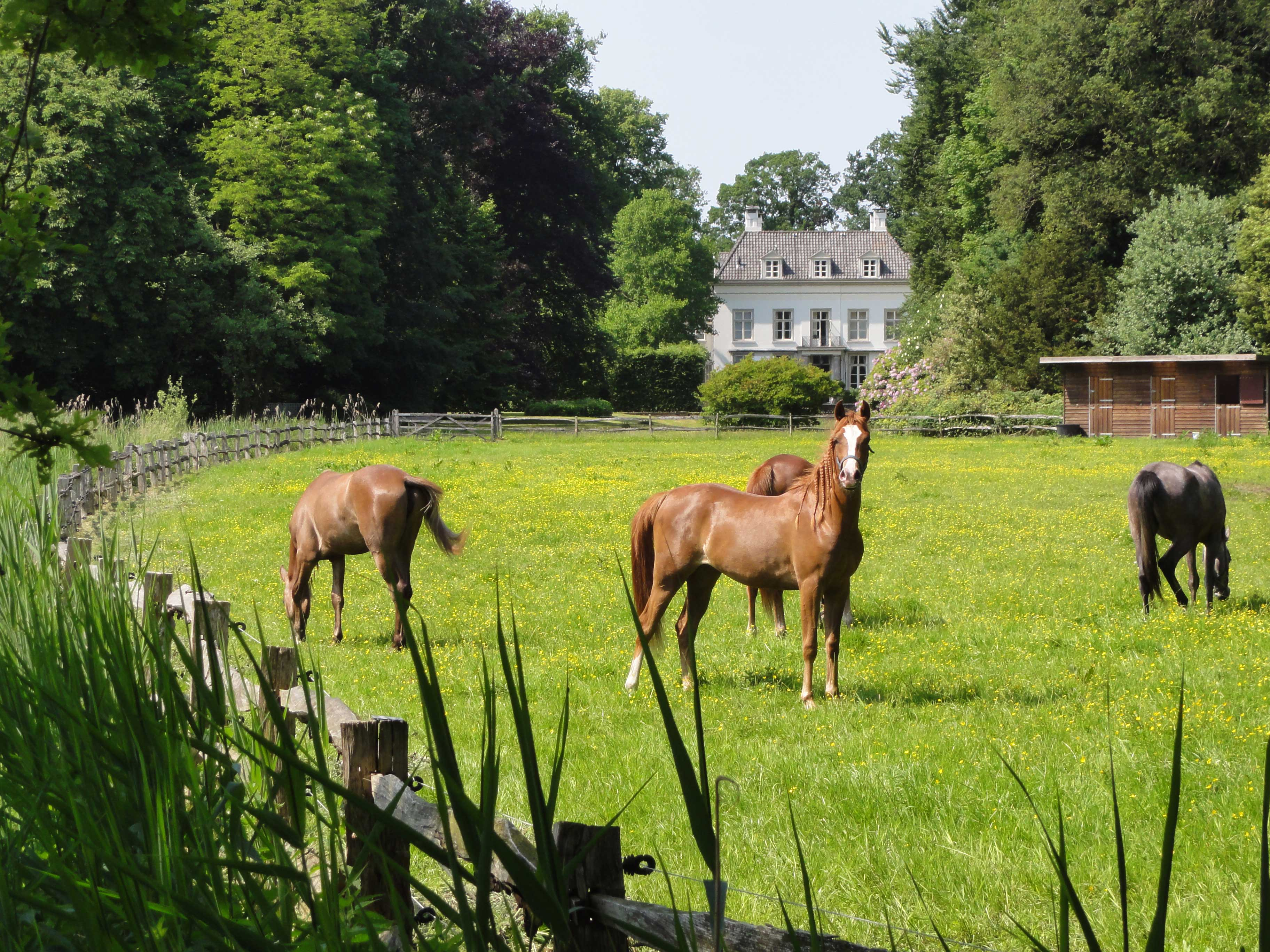
Doornspijk: Huize Klarenbeek

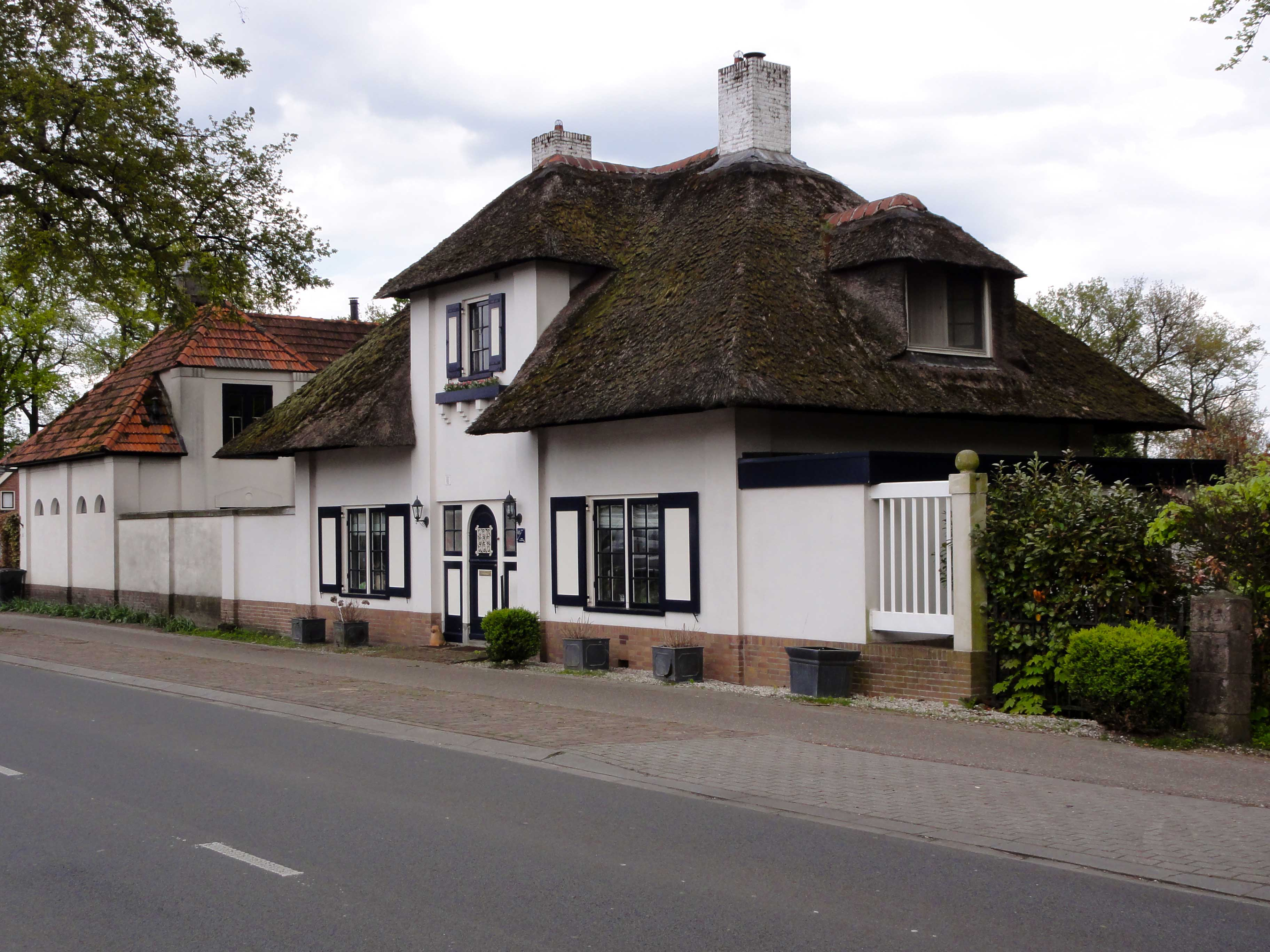
Doornspijk: edificio nella tenuta di Klarenbeek

Doornspijk (Doospiek in basso sassone), è una località di circa 4200-4300 abitanti del centro-est dei Paesi Bassi, facente parte della provincia della Gheldria (Gelderland) e situata lungo il Veluwemeer e il Drontermeer, nella regione della Veluwe, al confine con la provincia del Flevoland. Dal punto di vista amministrativo, si tratta di un ex-comune, dal 1974 accorpato alla municipalità di Elburg)

## Geografia fisica
Doornspijk si trova lungo la sponda orientale del Veluwemeer, le località di Nunspeet ed Elburg (rispettivamente a nord della prima e a sud dell seconda).
Il centro abitato di Doornspijk occupa un'area di 21,47 km², di cui 2,146 km² è costituita da acqua.

## Origini del nome
Il toponimo Doornspijk, attestato in questa forma a partire dal 1830 e anticamente come Thornspiic (796), Thornspic (805), Dorenspic (1025), Dorenspiic (1321), Dornspijk (1440), Doorspeet (1556), Doorspeeth (1573), Doornspijc (1665), Doerspyck (1665), è formato dai termini in antico olandese thorn, che significa "spina", e spiic, che indica un tratto di terreno che spunta fuori dall'acqua.

## Storia

### Dalle origini ai giorni nostri
Il villaggio sorse probabilmente tra la fine dell'VIII secolo e gli inizi del IX secolo, quando veniva fatta menzione di una Villa Thornspic, e agli inizi del XII secolo venne fondata la prima chiesa in loco.
Fino al XIV secolo Doornspijk formava un unico territorio assieme alla città di Elburg.

### Simboli
Nello stemma di Doornspijk sono raffigurati un rametto di prugnolo selvatico e un leone.

## Monumenti e luoghi d'interesse
Doornspijk vanta 12 edifici classificati come rijksmonument e 33 edifici classificati come gemeentelijk monument.

### Architetture religiose

#### Dorpskerk
Principale edificio religioso di Doornspijk è la Dorpskerk, un edificio in stile neoclassico situato lungo la Zuiderzeestraatweg e realizzato nel 1829 su progetto dell'architetto Sorg.

#### Chiesa protestante
Sempre lungo la Zuiderzeestraatweg si trova la chiesa protestante (Gereformeerde Kerk), realizzata nel 1929 su progetto dell'architetto Onvlee.
Al suo interno si trova un organo realizzato nel 1941 da Th. Strunk.

### Architetture civili

#### Klarenbeek
Altro luogo d'interesse di Doornspijk è la tenuta di Klarenbeek, situata lungo la Zuiderzeestraatweg: nella tenuta si trovano la Huize Klarenbeek, risalente al 1842 e due edifici progettati nel 1919 dall'architetto A.H. Wegerif.

## Società

### Evoluzione demografica
Al censimento del 2023, Doornspijk contava una popolazione pari a 4375 unità.
La popolazione al di sotto dei 16 anni era pari a 840 unità, mentre la popolazione dai 65 anni in su era pari a 785 unità.
La località ha conosciuto un progressivo incremento demografico a partire dal 2019, quando contava 4 187 abitanti.

## Geografia antropica

### Suddivisioni amministrative
buurtschappen
- Lage Bijssel
- Oudekerk (in parte)
- Wessinge